# Physaraia achterbergi
Physaraia achterbergi är en stekelart som beskrevs av Donaldson 1989. Physaraia achterbergi ingår i släktet Physaraia och familjen bracksteklar. Inga underarter finns listade i Catalogue of Life.